# E.E. Bell
E.E. Bell, geboren als Edward Earle Bell (27 december 1955) is een Amerikaans acteur.
Bell is vooral bekend geworden als Bob Rooney uit Married...with Children, hoewel hij ook kleine rollen vertolkte in films als Air Force One en Herbie Fully Loaded. Al met al verscheen Bell in meer dan 40 producties en speelde hij in enkele commercials.

## Filmografie
- Herndon Televisieserie – Ralph (1983)
- 'A' gai waak (1983) – Rol onbekend (Stem)
- Diff'rent Strokes Televisieserie – Joe Blake (Afl., Baseball Blues, 1985)
- Murder, She Wrote Televisieserie – Bezorger (Afl., Always a Thief, 1990)
- Cheers Televisieserie – Bradley (Afl., Bad Neighbor Sam, 1990)
- Murderous Vision (Televisiefilm, 1991) – Bureau-bediende
- Don't Tell Mom the Babysitter's Dead (1991) – Scheidsrechter
- Ultraman: The Ultimate Hero Televisieserie – Rol onbekend (Afl., Deadly Starfish (Pestar), 1993)
- Xuxa Televisieserie – Jelly de panda (1993)
- Eight Hundred Leagues Down the Amazon (1993) – Fragoso
- Black Widow Murders: The Blanche Taylor Moore Story (Televisiefilm, 1993) – Eigenaar Quicky Mart
- Moment of Truth: Cradle of Conspiracy (Televisiefilm, 1994) – Agent Drake
- Ice Cream Man (1995) – Vrolijke dokter
- Forget Paris (1995) – Boze fan
- Married... with Children Televisieserie – Bob Rooney (23 afl., 1993-1997)
- Beverly Hills, 90210 Televisieserie – Baas Autoshow (Afl., I Only Have Eyes for You, 1997)
- Caroline in the City Televisieserie – Lijk (Afl., Caroline and the Wayward Husband, 1997)
- Air Force One (1997) – Verslaggever #1
- Lewis & Clark & George (1997) – Postbode
- Grizzly Mountain (1997) – Burgemeester Bronch
- House Rules Televisieserie – Drink Guy (Afl., Sex and Violence, 1998)
- My Giant (1998) – Aankondiger
- One World Televisieserie – Wendell (Afl., Community Service, 1998)
- Brimstone Televisieserie – Postbode (Afl., Ashes, 1998)
- Sunset Beach Televisieserie – Werknemer in mortuarium (Afl. onbekend, 1998)
- Storm (1999) – Dwight
- Big Brother Trouble (2000) – Al
- The Amanda Show Televisieserie – Barney (4 afl., 2000)
- Thank You, Good Night (2001) – Duke
- 61* (Televisiefilm, 2001) – The Babe
- The West Wing Televisieserie – Adviseur #2 (Afl., Two Cathedrals, 2001)
- JAG Televisieserie – Kerstman in warenhuis (Afl., Answered Prayers, 2001)
- I Am Stamos (2004) – Norman
- Phil of the Future Televisieserie – Mr. Weatherwax (Afl., Tanner, 2004)
- Without a Trace Televisieserie – Bewoner motel (Afl., Nickel and Dimed, 2004)
- Herbie Fully Loaded (2005) – Bijenman
- In Case of Emergency Televisieserie – Priester (Afl., Let Go, Let Golf, 2007)
- How I Met Your Mother Televisieserie – Mystery Man (Afl., Stuff, 2007)
- Kiss the Bride (2007) – Dan (Post-productie)
- The Heartbreak Kid (2007) – Tourist Dad (Post-productie)

- Gemeinsame Normdatei: 1095138472
- Virtual International Authority File: 24145971344132330763